# Nødhjælper
Nødhjælpere var en særlig gruppe helgener, der kunne anråbes i nød. Helgenkulten omkring dem kom til Danmark og Sverige fra Tyskland. Nødhjælperne er første gang nævnt i et afladsbrev fra 1284 og blev første gang kunstnerisk fremstillet som en gruppe i dominikanerklosteret i Regensburg i 1311. De blev særligt populære i forbindelse med den sorte død i midten af 1300-tallet og ses i Danmark gengivet på flere senmiddelalderlige altertavler og kalkmalerier. I Sønderjylland er der bevaret nødhjælpere i Løgumkloster, Hellevad Kirke og Halk Kirke.  Kulten blev stærkt kritiseret af reformatorerne, og Tridentinerkoncilet ville have den begrænset; men alligevel blev den til en vis grad genoplivet i klostre i Bayern og Schwaben.
24. september 1445 så den unge hyrde Hermann Leicht fra cistercienserklosteret i Langheim et grædende barn på marken. Da han bøjede sig ned for at tage barnet op, forsvandt det. I et nyt syn kort efter dukkede barnet op igen på samme sted. Denne gang brændte to stearinlys lige ved. 28. juni 1446 så Leicht barnet for tredje gang. Denne gang havde det et rødt kors på brystet og var fulgt af fjorten andre børn, alle klædt på samme vis, halvt i rødt og halvt i hvidt.  Barnet sagde: "Vi er de fjorten hjælpere og ønsker et kapel her, hvor vi kan hvile." Dernæst blev børnene væk i skyerne. Atten dage senere blev en alvorligt syg pige fra Langheim helbredt efter at have påkaldt de fjorten hellige hjælpere. Straks begyndte pilgrimmene at strømme til, og Langheim kloster, som ellers havde forholdt sig afventende, anerkendte hyrdens syner. Det første kapel blev indviet i 1448. I dag er kapellet blevet en pragtfuld barokkirke.
Nedenstående tabel er oversigt over de 14 eller 15 nødhjælpere, men gruppens medlemmer kan variere. De 14 helgener, der oftest er medtaget i gruppen, er markeret med fed.
| Helgen                       | Festdag       | Attribut                                                                                              | Særligt område                                       |
| ---------------------------- | ------------- | --- | ---------------------------------------------------- |
| Sankt Achatius               | 8. maj        | ? | Dødsangst                                            |
| Sankt Barbara                | 4. december   | Jomfruklædt og med et tårn med (tre) vinduer med alterkalk og oblat.                                  | Døende                                               |
| Sankt Blasius                | 4. februar    | Bispeklædt og ofte med en tændt kerte                                                                 | Halslidelser                                         |
| Sankt Cyriacus               | 8. august     | Diakonklædt og ved fødderne en kvinde eller en lænket dæmon                                           | Fristelser                                           |
| Sankt Dionysius              | 9. oktober    | Bispeklædt og bærer sit afhuggede hoved eller hovedskal                                               | Hovedlidelser og samvittighedsangst                  |
| Sankt Dorothea               | ?             | Jomfruklædt                                                                                           | ?                                                    |
| Sankt Elegius                | ?             | Bispeklædt og med kalk, smedeværktøj eller hesteben                                                   | ?                                                    |
| Sankt Elisabeth              | ?             | Kronet prinsesse med en kurv med roser                                                                | ?                                                    |
| Sankt Erasmus                | 2. juni       | Bispeklædt, står i en gryde eller holder en vinde med tarme                                           | Enker, forældreløse og smerter i underlivet          |
| Sankt Eustacius              | 20. september | Ridderklædt med sværd                                                                                 | Svære trængsler og skæbnesvangre uheld               |
| Sankt Jørgen aka Sankt Georg | 23. april     | Harniskklædt yngling, der dræber en drage                                                             | Trosvanskeligheder og krig                           |
| Sankt Katarina af Alexandria | 25. november  | Jomfruklædt og kan træde på en kongelig figur, eller være udstyret med et sværd og søndret marterhjul | Stakkels syndere og videnskabsmænd                   |
| Sankt Kristoffer             | 25. juli      | Bærer Jesusbarnet på sin skulder                                                                      | Vejfarende, uvejr, ildebrande og død uden skriftemål |
| Sankt Laurentius             | 10. august    | Diakonklædt og med en rist                                                                            | Fattige, forbrændte og brandvæsenet                  |
| Sankt Leonhard               | ?             | Abbedklædt og med en lænke                                                                            | Heste                                                |
| Sankt Margareta af Antiokia  | 20. juli      | Kronet jomfru med drage og korsstav                                                                   | Kvinder i barsel                                     |
| Sankt Nicolaus               | ?             | Bispeklædt                                                                                            | Nødstedte søfolk                                     |
| Sankt Norbert af Magdeburg   | ?             | Bispeklædt med kalk eller monstrans                                                                   | ?                                                    |
| Sankt Pantaleon              | 27. juli      | Hænderne naglet til hovedet                                                                           | Læger, syge og ensomme                               |
| Sankt Vincent                | ?             | Diakonklædt og ofte med en bog, ellers rist eller ildrager                                            | ?                                                    |
| Sankt Vitus                  | 15. juni      | Kalk eller lampe                                                                                      | Unge mennesker, børn og kramper                      |
| Sankt Ægidius                | 1. september  | Abbedklædt med en hind ved fødderne                                                                   | Angerfulde skriftende og ammende mødre               |